# 吉林油田
中国石油天然气股份有限公司吉林油田分公司简称中国石油吉林油田公司或吉林油田，位于吉林省松原市。是中国石油天然气集团公司的全资子公司。员工37805人。近期油气产量上到600万吨。

## 历史
1959年9月29日，地质部东北地质局松辽石油普查大队在扶余III号构造雅达红高点的的扶27井试油获工业油流。仅比标志着大庆油田被发现的“松基三井”晚了3天。
1961年1月17日，成立吉林省扶余油化厂。
1962年被吉林省列为“关、停、并、转”企业。
1966年11月14日，建成运行跨（松花）江输油管线。江北开采的原油经输油管至江南油库，在长白铁路前郭站装车外运。
1970年吉林省革委会和国家燃化部《关于组织“七〇会战”的决定》，8月扶余油田改为“七〇油田”，组织万名知青与千余名转业官兵参加，目标是年产百万吨原油。
1973年8月1日成立吉林省石油会战指挥部，受国家燃化部与吉林省双重领导，下设七〇油田、红岗油田和勘探指挥部。
1981年10月27日吉林省石油会战指挥部更名为吉林省油田管理局。
1985年原油产量突破200万吨，1988年突破300万吨。1990年代原油产量连续5年下滑。1997年突破400万吨。
1998年由省属上划中石油。

## 油气资源分布
由扶余、乾安、英台、红岗、新大、新立、新民、新木、新北、长春等规模不等的采油厂组成。还有松原采气厂、小城子采气厂、长岭采气厂。 